# Миронов Андрій Андрійович
Андрій Андрійович Миронов (рос. Андрей Андреевич Миронов; 29 липня 1994, м. Москва, Росія) — російський хокеїст, захисник. Виступає за «Динамо» (Москва) у Континентальній хокейній лізі.
Вихованець хокейної школи «Динамо» (Москва). Виступав за ХК МВД (МХЛ), «Динамо» (Москва), «Динамо» (Балашиха).
У чемпіонатах КХЛ — 138 матчів (8+15), у плей-оф — 36 матчів (1+4).
У складі національної збірної Росії учасник чемпіонату світу 2015 (8 матчів, 0+1). У складі молодіжної збірної Росії учасник чемпіонатів світу 2013 і 2014. У складі юніорської збірної Росії учасник чемпіонату світу 2012.
Досягнення
- Срібний призер чемпіонату світу (2015)
- Володар Кубка Гагаріна (2013)
- Бронзовий призер молодіжного чемпіонату світу (2013, 2014)
- Учасник матчу усіх зірок КХЛ (2015).